# Saksische fopwesp
De saksische fopwesp (Chrysotoxum verralli) is een vliegensoort uit de familie van de zweefvliegen (Syrphidae). De wetenschappelijke naam van de soort is voor het eerst geldig gepubliceerd in 1940 door Collin.